# Tremeur (santo)
San Tremeur (o Trémoro) es un santo cristiano legendario bretón.

## Biografía
El conde Conomor asesinaba a sus esposas cuando descubría que estaban embarazadas. Una de ellas, llamada Trifina, murió de esta manera, pero como era una protegida de san Gildas, al encontrar este el cuerpo decapitado de Trifina la resucitó, y con eso la salvó a ella y al hijo en gestación. Cuando el niño nació fue ahijado de san Gildas y recibió su mismo nombre, pero fue apodado Tremeur.
Tremeur se habría educado piadosamente en el monasterio de Rhuys. Un día, cuando aún era un jovencito, salió a pasear solo por el campo, se cruzó con su padre, Conomor, que lo reconoció y lo decapitó. La tradición establece como fecha de su martirio el 8 de octubre (de 552 aproximadamente).